# بالا خاتون (شخصية خيالية)
بالا خاتون (بالتركية: Bala Hatun)‏ هي الشخصية الأنثوية الرئيسية إلى جانب مالهون خاتون في مسلسل المؤسس عثمان. مستوحاة من "رابعة بالا خاتون" وهي ابنة الشيخ أديب علي، الزوجة الأولى لعثمان غازي وأم علاء الدين باشا.

### في المؤسس عثمان
في مسلسل المؤسس عثمان يظهر أن بالا خاتون جميلة لطيفة القلب، تتبع دين الإسلام. تتميز بالا خاتون بالقدرة على التحكم في انفعالاتها واحتواء غضبها، لكنها عرضة لحسرة القلب. بالا نشأ على يد شيخ، أي أنها كانت سيدة ذات معرفة كبيرة. إنها ذكية. على الرغم من كونها حنونة وناعمة للغاية، إلا أن بالا عرفت بالتأكيد كيف تتأرجح بسيفها! بعد انتخاب زوجها سيد قبيلة، أصبحت باس خاتون (رئيسة خاتون) لقبيلة قايي، خلفًا لسالجان خاتون. وهي تجسد الحب الأمومي الطبيعي لجميع أبناء القبيلة، وخاصة الأيتام منهم. بالا خاتون، الذي يكون دائمًا في طليعة الفتوحات والحروب، يعد سندا كبيرا لعثمان. إنها مقاتلة صارمة، تناضل من أجل العدالة عندما تكون هناك حاجة إليها. لديها إحساس قوي بالعدالة، وتؤمن بالحقيقة فقط.

### السيد عثمان
وجدت بالا خاتون عثمان مصابًا بالقرب من النهر وأنقذته. ومنذ ذلك الحين، كان الاثنان يحبان بعضهما البعض. تم عرض هذا عدة مرات في المسلسل. عندما أصيب عثمان بجروح خطيرة، ذرف بالا بعض الدموع وصلى أن يحميه الله. وبعد وقت قصير من شفائه، تم حفل زفافهما. حتى بعد أن أصيبت بالا على يد بعض المغول، وعلمت أنها ربما لا تكون قادرة على إنجاب الأطفال، كانت تخشى ألا يحبها عثمان بالمثل. لذا طلبت من عثمان أن يجد زوجة مختلفة حتى يتمكن من مواصلة إرثه. ومع ذلك، فإن هذا لم يغير الطريقة التي شعر بها عثمان تجاه بالا. قال إنه سيتزوجها حتى لو لم تكن قادرة على إنجاب الأطفال. ثم جعلت بالا من نفسها رفيقة مخلصة لزوجها عثمان، وانتظرته عندما خرج للقتال. لقد أحببت عثمان كثيرًا، لدرجة أنها كانت على استعداد لتزويجه من خاتون أخرى حتى يتمكن من مواصلة إرثه. على الرغم من البداية الصعبة، إلا أنها اتفقت مع مالهون (زوجة عثمان الثانية) في النهاية، وتم الكشف عن أن بالا حامل. وسرعان ما أنجبت طفلاً اسمه علاء الدين علي. كانت رئيسة قبيلة كايي ورئيسة قبيلة باجييان روم. كما شاركت في العديد من المعارك إلى جانب زوجها. تم الكشف عن أنها حامل مرة أخرى وتستمر في الترحيب بطفلة تدعى حليمة (سميت على اسم والدة عثمان) مما أسعد عثمان وعائلتهم. عندما تم القبض على والدها الشيخ أديب علي من قبل السلطان السلجوقي الوالد إسميهان (انتقامًا من تصرفات عثمان في حماية السلطان السلجوقي السابق مسعود، إلى جانب سرقة الختم الملكي)، كان بالا خاتون والسيد عثمان قلقين. قررت إسميهان سلطان استدراج بالا خاتون إلى الفخ عن طريق والدها من خلال أمرها بالحضور إلى قلعة مرمارجيك دون إبلاغ أحد، وإلا سيقتل والدها. مع اللعبة التي لعبتها إسميهان سلطان، تم القبض على بالا خاتون أيضًا. عندما وجد عثمان ومحاربوه طريقة سرية لدخول الزنزانات وإنقاذ زوجته الحبيبة ووالد زوجته، هددته إسميهان، التي توقعت وصوله بالفعل، بأن بالا والشيخ سيدفعان المبلغ. ثمن الموت إذا لم يسلم مسعود لهم. وقالت بالا خاتون لعثمان إنها مستعدة للتضحية بحياتها من أجل تشكيل الدولة. وتوسلت إليه بالرحيل في سبيل الله،بينما يعهدون بأطفالهم إلى رعايته الكاملة. رفض عثمان أن يتركها وقاوم كثيرًا لكنه وافق على مضض لأن عددهم كان يفوقه هو ومحاربيه. ووعد بالعودة في أقرب وقت ممكن وإنقاذها هي ووالدها. لم يجد عثمان طريقة أخرى لإنقاذ زوجته ووالد زوجته، فقرر تسليم مسعود (الذي فهم محنة عثمان العاجزة ووافق بسهولة على تسليم نفسه، وطلب منه ألا يعاقب نفسه على هذا الوضع) لإنقاذ حياة كليهما. بالا وإديب علي. على الرغم من استسلام مسعود، استمر إسميهان في إعدام بالا خاتون والشيخ إديب علي، مما دفع عثمان للتدخل بقوة مع رجاله (بما في ذلك السيد أكتمور) المتنكرين بزي جنود السلاجقة وأوقفهم. في وقت لاحق ماتت حليمة ابنة عثمان وبالا (على الشاشة في فاصل زمني بين الموسم الرابع والخامس). مما أدى إلى تدمير عائلتها، كما تظهر بالا خاتون مريضة جدًا أو على وشك الموت ولكنها تتحسن في النهاية.

### أحمد ألب
كان أحمد ألب صبيًا صغيرًا فقد والديه في سن مبكرة، وقد تبناه عثمان وبالا خاتون بكل معنى الكلمة باعتباره واحدًا منهما. لديه علاقة خاصة مع بالا خاتون، التي يعتبرها أمه. خلال أيامها السابقة، تقلص ألم بالا لعدم قدرتها على إنجاب أطفال بسبب وجود أحمد. لقد سعت لتكون شخصية قوية وداعمة له في أصعب الأوقات.

### السيد علاء الدين
السيد علاء الدين، ابن بالا خاتون والسيد عثمان، ذكي فكريًا وماهر في القتال. علاقة بالا بابنها علاء الدين، الذي رزقها هي وزوجها بعد مصاعب عديدة، علاقة مميزة للغاية. العلاقة بين الأم والابن قوية جدًا، ومجرد كلمات يصعب وصفها. إنه لا يحمل سمات والديه فحسب، بل يحمل أيضًا سمات جده لأمه الشيخ أديب علي. إنه مثقف تمامًا وناضج بالنسبة لعمره. يسعى دائمًا إلى هداية الله كما علمه والديه ولا يشكك أبدًا في قراراتهم. يتعامل مع أي موقف بهدوء وصبر. لم تفرق بالا أبدًا بين أطفالها، حتى أولئك الذين ولدوا من زوجة زوجها الثانية. لقد عاملتهم دائمًا على أنهم أبناءها وتصلى من أجلهم وتعلمهم الوقوف إلى جانب بعضهم البعض حتى في أصعب الأوقات. لاحقًا، عندما تم تعيين أورهان لتولي منصب سيد كاراجاهيسار، شعر علاء الدين بسعادة غامرة لأخيه لكنه أصيب بخيبة أمل عندما لم يكلفه والده بأي واجب. وكشف لأمه عن جرحه وخيبة أمله، واعترف بأن والده ربما لم يكن يعتبره جديراً وقوياً لتولي أي واجب. حاول بالا أن يجعله يفهم أنه ليس ضعيفًا وأنه مع مرور الوقت سيتم تكليفه بواجب يليق بحقه. عندما تم أخذ علاء الدين كرهينة من قبل أولوف ورجاله، تعهد بالا وعثمان بأنهم لن يرحموا أي شخص يجرؤ على إيذاء ابنهم الحبيب. أدرك علاء الدين، أثناء احتجازه، أن اختطافه كان في الواقع فخًا لإغراء والديه حتى وفاتهما. يترك رسالة مخفية يحذر والديه من الفخ الوشيك ويطلب منهم عدم ملاحقته. يخطط عثمان وفقًا لذلك وينقذ علاء الدين، بينما يتغلب على أعدائه بفخ خاص به.

### مالهون خاتون
مالهون خاتون جاء إلى القبيلة بصفته المرأة التي أنقذت عثمان أثناء الكمين الذي نصب له. لم تتوافق هي وبالا أبدًا بسبب اعتقاد بالا أن عثمان معجب بها. بسبب عقمها، لم تتمكن بالا من الإنجاب، فاضطر عثمان إلى الزواج من امرأة ثانية لمواصلة إرثه، أراد بالا أن يتزوج من امرأة عادية، لكن عثمان رأى أنه من الأفضل أن يتزوج ابنة سيد، التي كان مالهون. لقد تأثرت بشدة بحقيقة أنه اختار مالهون الذي لم تتفق معه أبدًا؛ ومع ذلك، مر الوقت وحمل مالهون، مما جعل بالا أكثر استرخاءً وودودًا مع مالهون. أصبح بالا ومالهون صديقين بعد ولادة أورهان، الابن الأول لعثمان. على الرغم من خلافاتهم، استمروا في أن يكونوا أصدقاء مقربين وملتزمين بأن يكونوا العمود الفقري للقبيلة.

### ايجول خاتون
السبب الذي جعل أيغول تكره بالا في الموسم الأول هو أن عثمان كان يحبها ولكن ليس معها، مما جعلهما متنافسين. على الرغم من أن أيجول كان بإمكانه الزواج من عثمان، إلا أن ذلك كان مستحيلًا تمامًا لأنه كان يحب بالا كثيرًا. بعد وفاة شقيقها على يد والدتها، أصيبت بمرض عقلي وبدأت في الانسجام معها. ولكن من أجل سلامتها، أخذتها سالجان خاتون إلى مكان آخر حتى تتحسن حالتها، وبعد ذلك أنجبت ولداً من شريكها السابق. لقد عادت أقوى من أي وقت مضى وكانت صديقة جيدة لبالا خاتون ودعمتها في كل قرار اتخذته وتعهدت أيضًا بحماية بالا.
- أزوجي تورير قامت بدور بالا خاتون في جميع مواسم المؤسس عثمان[3][4]

1. ↑  "Kuruluş Osman'ın Bala Hatun'u Özge Törer'in bir de annesine bakın! Güzelliği ondan miras..." A Haber (بالتركية). Archived from the original on 2024-04-24. Retrieved 2024-06-13.
2. ↑  "Rabia Bala Hatun Backbone of Osman I - Ottoman Era Tales" (بالإنجليزية الأمريكية). 5 Mar 2024. Archived from the original on 2024-03-18. Retrieved 2024-06-13.
3. ↑  "Kuruluş Osman – Dizi kadrosu". www.atv.com.tr. مؤرشف من الأصل في 2024-01-04. اطلع عليه بتاريخ 2024-06-13.
4. ↑  "Bala Hatun actress shares new look from 'Kurulus: Osman' season 3". www.geo.tv (بالإنجليزية). Archived from the original on 2021-10-07. Retrieved 2024-06-13.